# Ernst Legal
Ernst Legal, född 2 maj 1881 i Schlieben, död 29 juni 1955 i Västberlin, var en tysk skådespelare, regissör och teaterchef. Legal utbildade sig från 1901 vid teaterskolan i Weimar. Under 1900-talets första decennier verkade han sedan som teaterskådespelare på flera scener i Tyskland. På 1920-talet började han även verka som teaterregissör och teaterdirektör. Legal debuterade som filmskådespelare 1920 och medverkade fram till 1955 i över 100 filmer.

## Filmografi
- 1924 – Nibelungen II: Kriemhilds hämnd
- 1937 – Den falske Sherlock Holmes
- 1937 – De sju örfilarna
- 1937 – Till främmande strand
- 1938 – En förförare med otur
- 1938 – Kampen om Matterhorn
- 1939 – Det odödliga hjärtat
- 1939 – Gäckande hatten
- 1942 – Rembrandt - målaren och hans modeller
- 1943 – Det gåtfulla leendet
- 1948 – Fridolins sällsamma äventyr
- 1951 – Undersåten